# Jurij Volc
Jurij Volc slovenski duhovnik, kanonik, knjižničar, glavni prevajalec Wolfovega Svetega pisma. * 5. april 1805, Podkoren; † 14. april 1885, Ljubljana.

## Družina in šolanje
Rodil se je v kmečki družini, v okolici Kranjske Gore, očetu Juriju st. in materi Mariji (roj. Pečar). V Kranjski Gori je končal osnovno šolo in gimnazijo. Nato je študiral filozofijo od 1826 do 1828 in bogoslovje od 1828 do 1831.

## Duhovniška služba
Po študijih je opravljal duhovniške službe, najprej kot mestni kaplan v Škofji Loki od 1832 do 1836. Bil je kaplan v od 1837 do 1858 v Stolnici svetega Nikolaja v Ljubljani, hkrati tudi spiritual v semenišču. Leta 1858 je nastal stolni kanonik, to službo pa je opravljal do leta 1877. Od 1878 je bil stolni vikar do svoje smrti.
Od 1840 do 1855 je bil nadzornik za verouk na gimnazijah. Od 1858 do 1861 je bil ravnatelj zavoda škofa Antona Alojzija Wolfa (t. i. Alojzijevišča). Kot semeniški spiritual je bil tudi vodja Semeniške knjižnice v Ljubljani. Leta 1840 je sestavil nov knjižni katalog semeniške knjižnice, popolnoma preuredil celo knjižnico ter razvrstil knjige po vsebini in jim dal novo tridelno signituro, ki je še danes veljavna.

## Literarno ustvarjanje
V začetku svojega literarnega dela je Volc uporabil najprej bohoričico. Poskusil je uporabiti tudi metelčico, ampak kasneje prehajal na uporabo gajice.
Napisal je verske članke in življenjepise svetnikov za slovenske cerkvene časopise. Uredil je tudi več obrednih priročnikov v ljubljanski škofiji. Izdal je zbirko svojih pridig pod naslovom Pridige ob posebnih perložnostih. Napisal je molitvenik Mir vam bodi!
Ko so leta 1848 sprožili razpravo o uradnem uvajanju slovenščine (npr. v šole), se je Volc udeležil debate s člankom Kako bi se slovenski jezik v šole spravil?, v katerem je izkazal svojo privrženost do maternega jezika.
Po Wolfovem pooblastilu je vodil prevajanje Svetega pisma v slovenščino, ki so ga objavili v štirih zvezkih. Škof mu je zato poveril vodstvo, ker je bilo znano, da Volc zelo lepo in pravilno uporabi knjižno slovenščino.
Volc je uspešno usklajeval različne prevode, nekatere knjige pa je prevedel tudi sam. Volčeva dela so naslednji prevodi: tretja Mojzesova knjiga, Jozvetova knjiga, Mali preroki, evangelij po Janezu ter prvo in drugo pismo apostola Petra.
V tem programu so sodelovali še Andrej Čebašek, Andrej Gollmayer, Luka Jeran, Franc Serafin Metelko, Matevž Ravnikar, Anton Lesar, Jurij Grabner, Peter Hicinger, Matija Hočevar, Josip Marn, Anton Mežnarc, Anton Pintar, Andrej Zamejic, Valentin Orožen in Felicijan Globočnik. Zahvala gre Volčevemu sodelovanju, da je Wolfova Biblija v jezikovnem pogledu zelo dobro sestavljen prevod.